# HMS Concord (1916)
«Конкорд» (англ. HMS Concord (1916) — військовий корабель, легкий крейсер типу «C» підкласу «Сентор» Королівського військово-морського флоту Великої Британії за часів Першої світової війни.

## Історія створення
«Конкорд» був закладений 1 лютого 1915 року на верфі компанії Sir W.G. Armstrong, Whitworth & Со у Ньюкасл-апон-Тайні. 1 квітня 1916 року спущений на воду, а у грудні 1916 року увійшов до складу Королівських ВМС Великої Британії.

## Історія служби
Після введення до складу Королівського флоту в грудні 1916 року «Конкорд» увійшов до 5-ї ескадри легких крейсерів, яка діяла у складі Сил Гаріджа у Північному морі, головним завданням якої був захист східних підходів до Дуврської протоки та Ла-Маншу. Проходив службу до кінця Першої світової війни у листопаді 1918 року та у післявоєнний час до березня 1919 року. У грудні 1918 року здійснив візит увічливості разом з однотипним крейсером «Кардіффом» Копенгаген. У Данії британські крейсери забрали на борт британських військовополонених, перевезених з Данцига 25 грудня 1918 року та Штеттіна 1 січня 1919 року, яких доставили до Британських островів.
25 грудня 1918 року Ігнацій Ян Падеревський, польський піаніст і композитор, член Польського національного комітету, який реорганізував Польську державу після 123-річного поділу, прибув до Данцига на борту «Конкорда» по дорозі до Познані та Варшави. Він сформував перший кабінет відродженої Польщі, який 26 січня 1919 року організував перші вибори. 